# خيسوس خوسيه
خيسوس خوسيه (بالإسبانية: Jesús Elías) هو عازف الغيتار الكلاسيكي وملحن بوليفي، ولد في 1 ديسمبر 1975 في أورورو في بوليفيا.

## السيرة الذاتية
وُلد خيسوس في مدينة أورورو ببوليفيا عام 1977، وهو ابن المعلم الموسيقي الشهير أوسكار إلياس سيليس، ودرس التناغم الكلاسيكي للملحن الإيطالي البوليفي إدغار ألانديا والإخراج الموسيقي على يد فريدي تيرازاس، وكان عضواً في لجنة إدارة الإثنوغرافيا والفولكلور في أورورو وفي جمعية الجغرافيا والتاريخ في أورورو، وكلها أمور أكسبته معرفة مهمة في الموسيقى الشعبية التقليدية. ثم درس الموسيقى الاستعمارية في منطقة ألتيبلانو، وقام بتأليف نسخ من موسيقى أورورو الباروكية. كان بعد ذلك عضوًا في فرقة كونجونتو تيبيكو ساجاما، ثم مديرًا للفرقة الباروكية الكلاسيكية، فرقة أد ليبيتفم.